# Prospekt Prosvesjtsjenieja (metrostation)
Prospekt Prosvesjtsjenieja (Russisch: Проспект Просвещения) is een station van de metro van Sint-Petersburg. Het ligt op de Moskovsko-Petrogradskaja-lijn en werd geopend op 19 augustus 1988. Het metrostation bevindt zich onder de Prospekt Engelsa (Engelslaan) in een noordelijke buitenwijk van Sint-Petersburg en is genoemd naar de een gelijknamige straat in de omgeving, de Onderwijslaan. Tot de opening van station Parnas in december 2006 was Prospekt Prosvesjtsjenieja het noordelijke eindpunt van de lijn. Vanwege het relatief lage aantal reizigers naar Parnas eindigen echter nog altijd twee op de drie treinen van de Moskovsko-Petrogradskaja-lijn in station Prospekt Prosvesjtsjenieja.
Het station ligt 65 meter onder de oppervlakte en beschikt over een perronhal met zuilen. Het bovengrondse toegangsgebouw bevindt zich op de kruising van de Prospekt Prosvesjtsjenieja en de Prospekt Engelsa.